# Lanvin
Lanvin (Ланвэ́н, французский: [lɑ̃vɛ̃]) ― французский модный дом, основанный Жанной Ланвен в 1889 году. Это третий старейший французский модный дом, который все ещё работает. В 1990 году он был куплен Orcofi Group, а затем продан L’Oréal в 1996 году. В 2001 году тайваньский медиамагнат, Шоу-Лан Вон, снова сделал Lanvin частной компанией. 14 марта 2016 года Бушра Джаррар была назначена креативным директором женской коллекции, сменив Альбера Эльбаза, который преобразовал компанию за предыдущие четырнадцать лет. Об уходе Бушры было объявлено 6 июля 2017 года. Ее сменил на посту художественного руководителя Оливье Лапидус, который покинул компанию 22 марта 2018 года. Мужские коллекции возглавляет Лукас Оссендрайвер с 2005 года. Бруно Сиалелли является главным дизайнером как мужской, так и женской коллекций с 2019 года.

## История

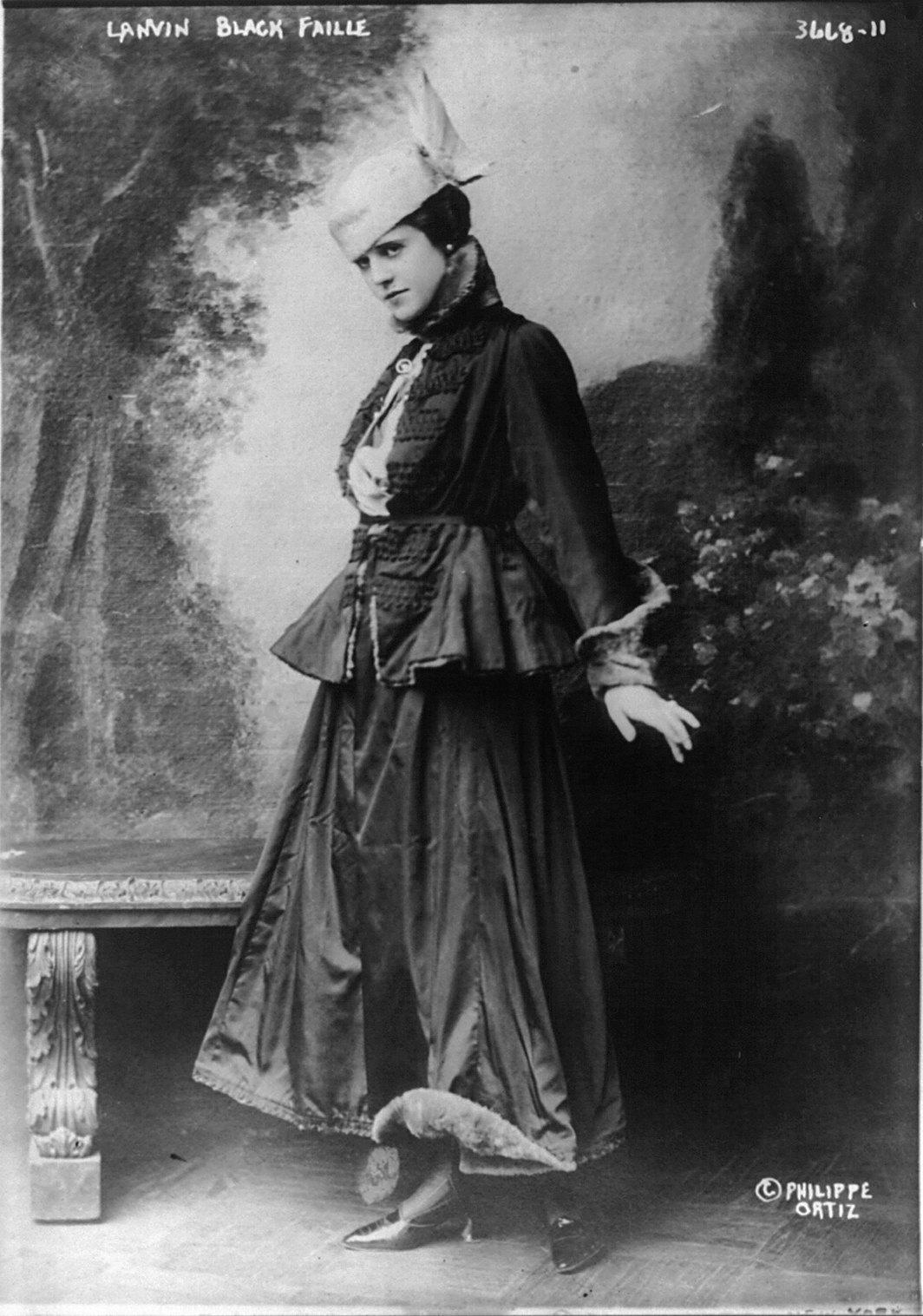
Показ одежды Lanvin в США (ноябрь, 1915)

Ланвен шила одежду для своей дочери, Мари-Бланш де Полиньяк, которая начала привлекать внимание многих богатых людей, которые просили ее сшить такую же одежду для своих детей. Вскоре Ланвен начала шить платья и для женщин. Некоторые из самых известных имен в Европе были включены в клиентуру ее нового бутика, который находился на улице Фобур Сент-Оноре в Париже. В 1909 году Ланвен присоединилась к Синдикату моды, что обозначило ее официальный статус кутюрье. Логотип Lanvin был вдохновлен фотографией, сделанной для Жанны Ланвен, когда она присутствовала на балу со своей дочерью в одинаковых нарядах в 1907 году.
С 1923 года в состав империи Ланвен входила красильная фабрика в Нантере. В 1920-е годы Ланвен открыла магазины, посвященные домашнему декору, мужской одежде, мехам и нижнему белью, но самым значительным событием стало создание парфюма в 1924 году. Первый аромат под названием My Sin, животный альдегид на основе гелиотропа, был представлен в 1925 году и по сей день считается уникальным. За ним последует ее фирменный аромат Arpège 1927 года, который, как говорят, был вдохновлен игрой ее дочери на фортепиано.

### После Жанны Ланвен
Когда Ланвен умерла в 1946 году, право собственности на фирму перешло к ее дочери Маргарите , которая с 1942 года делила управление фирмой с двоюродным братом, а затем экспертом по индустрии моды. Поскольку Мари-Бланш де Полиньяк была бездетной, когда она умерла в 1958 году, право собственности на дом Ланвен перешло к ее двоюродному брату, Иву Ланвену.
С середины 1960-х до поглощения модного дома компанией L'Oreal в 1996 году брендом Lanvin руководил Бернард Ланвен. Отдел экспорта находился на оригинальной фабрике в Нантере, где производились и разливались по бутылкам все духи. Главный административный офис находился в Париже. В 1979 году бренд выкупил свою независимость у Squibb USA, и в том же году Париж организовал крупный пиар-тур по Соединённым Штатам.
В марте 1989 года компания Midland Bank выкупила у семьи долю в компании и наняла Леона Бресслера, чтобы обновить поблекший имидж фирмы. Однако в феврале 1990 года Midland Bank отступил и продал Lanvin французской холдинговой компании Orcofi, возглавляемой семьей Виттон. Компания L’Oréal в 1994 году приобрела 50 % модного дома, 66 % ― в 1995 году и 100 % ― в 1996 году.
В августе 2001 года бренд Lanvin снова был преобразован в частную компанию группой Harmonie S. A., возглавляемой Шоу-Лан Воном, тайваньским медиамагнатом. В 2005 году компания Joix Corporatic стала владельцем лицензии Lanvin в Японии с розничной стоимостью 50 миллионов евро.
4 декабря 2009 года бренд Lanvin открыл свой первый бутик в США в Бэл-Харборе, штат Флорида.
В 2011 году продажи Lanvin достигли 203 миллионов евро, не считая, по оценкам, 4,5 миллиона евро доходов от лицензий.
20 ноября 2013 года бренд стал шить форму для ФК Арсенал.
28 октября 2015 года бренд объявил, что Эльбаз больше не работает в компании из-за разногласий с акционерами. В марте 2016 года его сменила Бушра Джаррар. Джаррар ушла в следующем году, ее сменил Оливье Лапидус, который ушел 23 марта 2018 года, проведя всего два сезона. Преемник Лапидуса не был назван.
В феврале 2018 года шанхайский конгломерат Fosun International заплатил 120 миллионов евро за то, чтобы стать мажоритарным акционером Lanvin. В марте 2020 года Жан-Филипп Гекке ушёл с поста генерального директора через 18 месяцев, а Джоан Ченг, председатель Fosun Fashion Group, материнской компании Lanvin, и глава совета директоров Lanvin, стала временным генеральным директором.

## Креативные директоры с 2001 года

### Альбер Эльбаз
В октябре 2001 года Альбер Эльбаз был назначен художественным руководителем Lanvin по всем направлениям деятельности, включая интерьеры. В 2006 году он представил новый стиль модного дома цвета незабудки, любимым оттенком Ланвен, который она якобы видела на фреске Фра Анджелико. 2 сентября 2010 года бренд H&M объявил, что пригласит Lanvin для их коллекции Зима 2010. Лицом коллекции стала супермодель Наташа Поли.

### Лукас Оссендрайвер

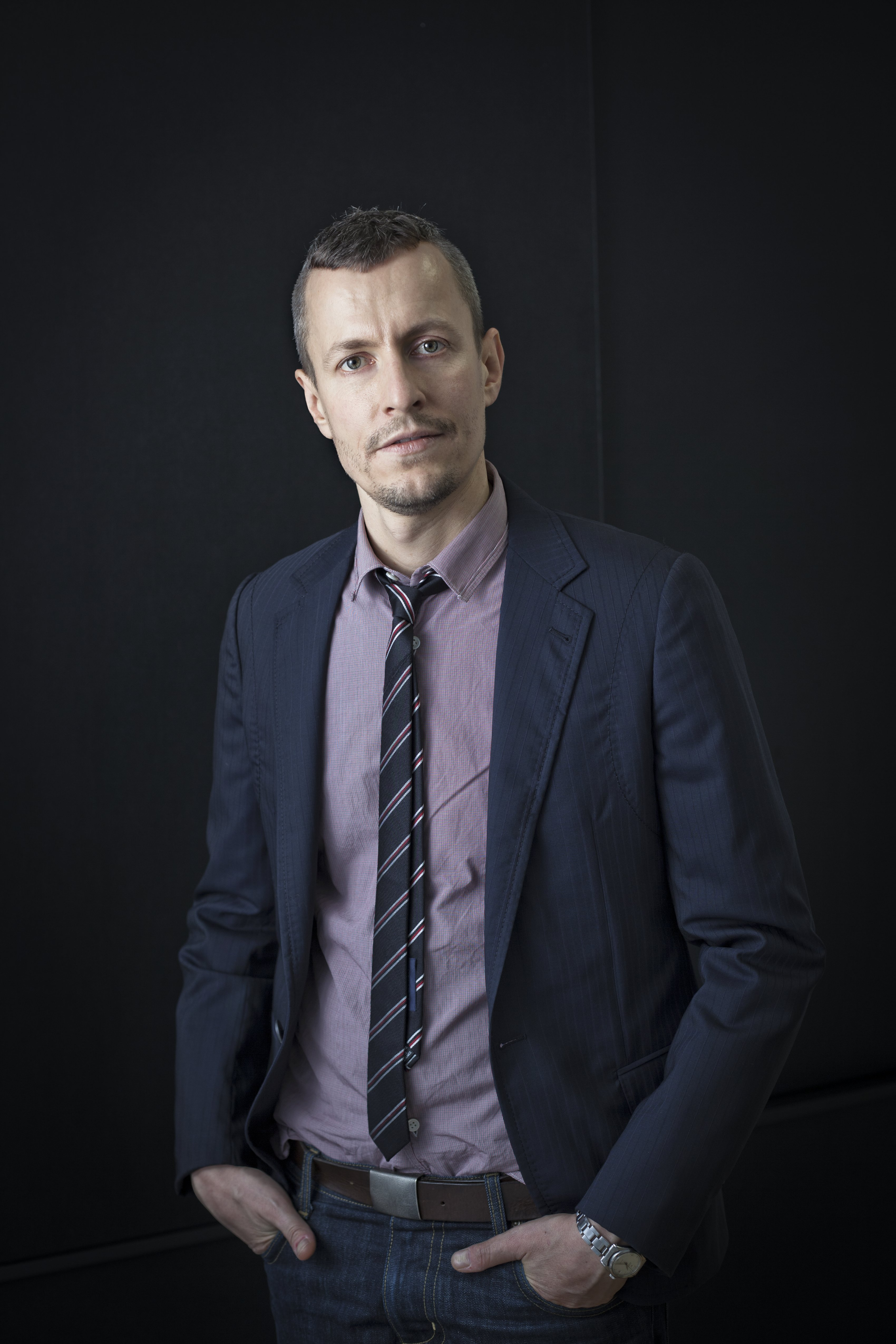
Лукас Оссендрайвер

Лукас Оссендрайвер начал свою карьеру с мужской одежды Kenzo в 1997 году. В 2000 году он переехал в Мюнхен, где модельер Костас Муркудис предоставил ему полную свободу действий в мужской коллекции. Вернувшись в Париж, он проработал четыре года с Эди Слиманом в Dior Homme. В 2006 году Лукас Оссендрайвер был назначен руководителем мужской линии. Мужская коллекция ready-to-wear 2006 года была вдохновлена фильмом Жан-Люка Годара. Он выпустил первые кроссовки LANVIN urban, позже эта обувь стала доступна в женских коллекциях. Бренд Lanvin получил широкую известность в прессе США в мае 2009 года, когда Мишель Обама была сфотографирована в популярной линии кроссовок Lanvin из замши со шнурками из ленты в крупный рубчик и металлическими розовыми носками во время волонтерской работы в продовольственном банке Вашингтона, округ Колумбия. Кроссовки, как сообщается, продавались в розницу по цене 540 долларов.

### Бушра Джаррар
Бушра Джаррар была назначена креативным директором Lanvin в марте 2016 года. Она является постоянным членом французской Chambre Syndicale de la Couture с 2014 года. Она работала директором студии Николя Жескьера в Balenciaga в течение 10 лет. В 2006 году она перешла во французский дом моды Christian Lacroix, работая вместе с дизайнером в качестве директора haute couture, пока компания не закрылась в 2009 году. Она основала свой собственный бренд в 2010 году.
В 2017 году, когда было подготовлено всего две коллекции одежды, Джарар покинула пост. После ее ухода бренд опубликовал следующее заявление: Ланвен и Бушра Джаррар взаимно решили положить конец их сотрудничеству.

### Бруно Сиалелли
31-летний французский дизайнер Бруно Сиалелли был назначен новым креативным директором Lanvin в январе 2019 года. Менее чем за 5 лет у бренд сменил 5 креативных директоров, включая Оливье Лапидуса, который ушел в 2018 году. Сиалелли работал с Джонатаном Андерсоном в испанском бренде Loewe до этого назначения и, как предполагалось, столкнулся с большим давлением.

### Питер Коппинг
27 июня 2024 года Lanvin объявили имя нового креативного директора — им стал британский дизайнер Питер Коппинг. Дизайнер в моде с начала 1990-х — работал с Кристианом Лакруа, Марком Джейкобсом.